# گوسا (آلمان)
گوسا (به آلمانی: Gossa) یک منطقهٔ مسکونی در آلمان است که در Muldestausee واقع شده‌است. گوسا ۸۸۵ نفر جمعیت دارد.